# Cremnops sculpturalis
Cremnops sculpturalis är en stekelart som beskrevs av Bhat 1979. Cremnops sculpturalis ingår i släktet Cremnops och familjen bracksteklar. Inga underarter finns listade i Catalogue of Life.